# Henschel DHG 1200 BB
Die Henschel DHG 1200 BB ist eine dieselhydraulische Lokomotive, die von Rheinstahl Henschel gebaut wurde. Sie war für den schweren Einsatz auf Werks- und Nebenbahnen, hauptsächlich in Zechen und Hüttenwerken vorgesehen. Die Henschel DHG 1200 BB hat zwei Drehgestelle. Der Antrieb erfolgt dieselhydraulisch bei einer Leistung von 883 kW (1200 PS).
Es gibt zwei verschiedene Typen dieser Lok.

## 1966
Die Lok gehört zur sogenannten vierten Nachkriegsgeneration der Henschel-Loks. Bei diesen leistungsfähigen Drehgestell-Lokomotiven fanden weitgehend Bauelemente der dreiachsigen Henschel-Standard-Starrrahmen-Lokomotiven DHG 360 C, DHG 500 C und DHG 700 C Verwendung. So sind z. B. Radsätze die Achslager, Achslagerführungen, Achsgetriebe, das Führerhaus und die Führerhauseinrichtungen identisch.
Im Gegensatz zu den ersten Ausführungen als DHG 1000 BB hatte sie nur noch einen Motor und keine zur Stirnseite hin abgeschrägten Vorbauten mehr, wie sie bei den kürzeren Typen noch üblich waren.
Die Henschel DHG 1200 BB wurde im Jahr 1966 in nur vier Exemplaren gebaut. Alle gingen an die damalige Rheinpreussen AG für den Einsatz bei den Pattbergschächten. Heute sind sie bei der RBH Logistics im Einsatz.

## 1973 bis 1976
Auch in der fünften Generation wurden wieder Drehgestelllokomotiven angeboten. Äußerlich unterschieden sie sich von den Vorgängertyp durch die nicht mehr abgerundeten Kanten an den Vorbauten. Auch hier wurden möglichst viele Komponenten von den dreiachsigen Lokomotiven übernommen. Insgesamt wurden 1973 bis 1975 zehn Exemplare mit unterschiedlichen Motorbauarten gefertigt und an Hoesch (drei Loks), an dänische Privatbahnen (drei Loks, 2011 alle in der Schweiz), an die schwedische TGOJ (zwei Loks) und an die WLE als Henschel-Mietlok (heute bei ThyssenKrupp in Duisburg) und die Industriebahn Nievenheim-Zons (je eine) geliefert.
In Österreich wurden weitere neun Lokomotiven in Lizenz von Jenbacher für die VÖEST Linz (drei Loks) und die Graz-Köflacher Eisenbahn (sechs Loks) gebaut.